# Каталог почтовых марок

Часть страницы каталога «Скотт» (2002, секция марок Боливии)

Катало́г почто́вых ма́рок — список информации о почтовых марках, составленный с целью облегчения их поиска и классификации по различным признакам.

## Описание
Изначально такие каталоги, издававшиеся в виде брошюр и книг, были лишь прейскурантами контор по продаже марок (марочных дилеров). Во многих случаях эта функция каталогов почтовых марок остаётся одной из самых важных и по сей день.

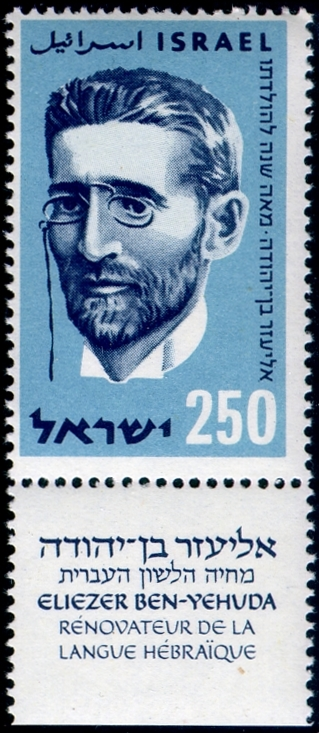

С развитием филателии как отрасли коллекционирования в каталогах, кроме описаний и цен, стали появляться дополнительные подробности о товаре. Каталоги стали иллюстрированными (сначала чёрно-белыми, в дальнейшем в цвете), в них стали указываться даты почтовых эмиссий, типы печати, тиражи, разновидности почтовых марок и т. д.

## История

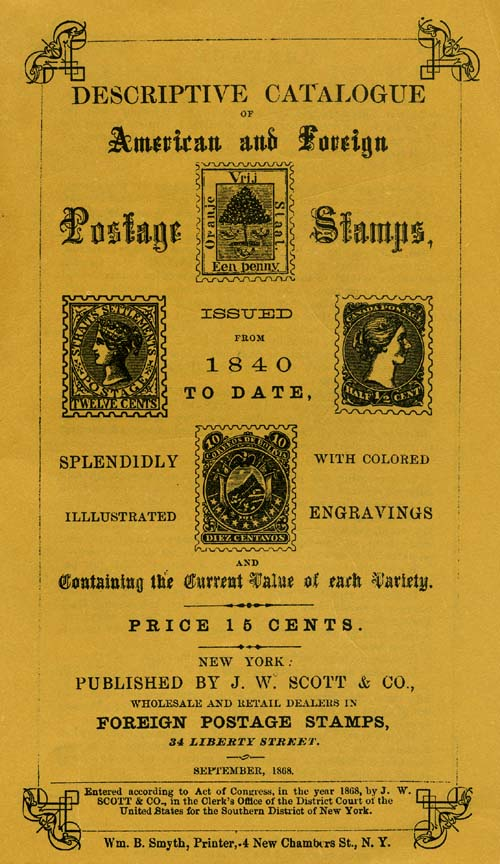
Обложка первого каталога «Скотт» (1868)

Первый, весьма скромный каталог марок появился в сентябре 1861 года в Страсбурге (Франция) стараниями местного книготорговца Оскара Берже-Левро. Он издавал свой каталог почтовых марок и маркированных конвертов «для друзей» ограниченным тиражом в 40—50 экземпляров под названием «Описание известных до сих пор почтовых марок», которых к тому времени насчитывалось 973 штуки. Его марочный список не был иллюстрирован и содержал ряд серьёзных ошибок.
Начинание Берже-Левро подхватил мелкий французский чиновник Альфред Потике. Он доработал каталог Берже-Левро, добавив иллюстрации и недостающие цены, исправил некоторые ошибки и расширил базу. В его «Каталоге почтовых марок, созданных в различных государствах земного шара» (фр. «Catalogue des timbres-poste crées dans les divers états du globe»), который вышел в декабре 1861 года, содержалось уже 1080 марок и 132 маркированных конверта. В том же 1861 году похожий каталог (как и у Берже-Левро, без иллюстраций) был издан основателем лондонского Королевского энтомологического общества, зоологом Джоном Эдуардом Греем в Англии.

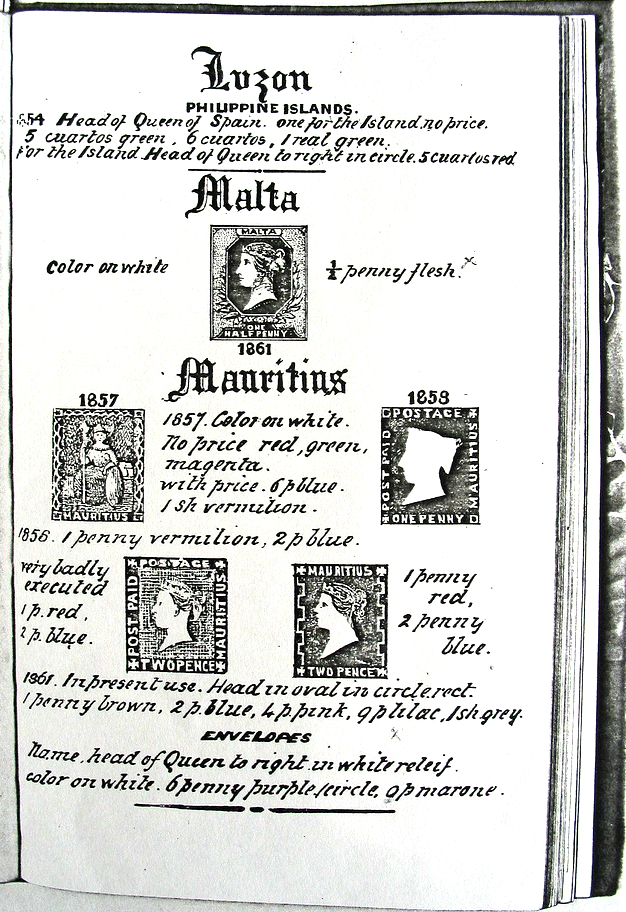

Появление каталогов почтовых марок всех стран мира, таких как изданных в Европе (А. Потике, 1861, Франция; Ж.-Б. Моэнс, 1862, Бельгия; Ф. Бути, 1862[≡], С. Гиббонс, 1879, Англия) и США (Скотт, 1867), стимулировано систематическое коллекционирование знаков почтовой оплаты.
Если за 1840—1850-е годы в мире было выпущено всего 64 почтовых марки, то к началу XX века их выходило по 830 в год. Уже в 1921 году германский каталог почтовых марок братьев Зенф содержал более 50 тысяч только основных номеров, без разновидностей. К середине XX века ежегодное количество выпускаемых в мире почтовых марок составило 4,5 тысячи, а их общее количество превысило 200 тысяч. С лавинообразным увеличением количества марок большинство каталогов становились более специализированными, охватывая лишь группу государств, две—три или даже одну страну. Это позволило подробнее и точнее описывать в каталогах все особенности каждого выпуска, нахождения в обращении и дальнейших судеб почтовых марок выбранных регионов и стран.

## Виды каталогов
Современные каталоги почтовых марок подразделяются, как правило, в соответствии с видами филателистических коллекций и включают:
- универсальные (стандартные) каталоги — с марками, расположенными в хронологическом порядке, по странам;
- географические каталоги — ограничиваются континентом, группой стран, одной страной;
- хронологические каталоги — ограничиваются определённым временным периодом;
- тематические каталоги — ограничиваются темой, мотивом (флора, космос, железные дороги, Лениниана, сказки и т. д.);
- специализированные каталоги — ограничиваются видом почты, отправлений, способом печати и т. д.

## Ведущие зарубежные каталоги
Наибольшую известность и признание имеют универсальные каталоги почтовых марок, охватывающие весь мир за все времена с момента появления в 1840 году первой в мире почтовой марки, «Чёрного пенни». Их, однако, немного:
- «Стэнли Гиббонс» (англ. «Stanley Gibbons»)[1],
- «Скотт» («Scott»),
- «Ивер и Телье» (фр. «Yvert et Tellier»)[1],
- «Михель» (нем. «Michel»)[1].

Большинство авторитетных каталогов издаётся, как правило, на одном из распространённых языков и, в силу исторических причин (например, формирования и распада колониальных империй), уделяет наибольшее внимание почтовым маркам «своего» мира.

### На английском языке

Обложка современного каталога «Скотт» (2007, том 1: США, ООН, страны мира A—B)

В англоязычных и многих других странах наибольшую популярность имеют издания Стэнли Гиббонса (Великобритания) и Скотта (США). Каталоги «Стэнли Гиббонс» выпускаются с конца XIX века в двух томах и обновляются ежемесячно. Первый том охватывает страны Британского содружества, второй — остальной мир. Издаваемый в Нью-Йорке каталог Скотта имеет более давние традиции и первоначально пользовался сходной системой: его первый том обозревал почтовые марки англоязычного мира (включая и США, и Содружество), второй — остальные страны. Ныне в каталоге шесть алфавитных томов (или 21 компакт-диск), начинающихся традиционно с описания марок США.
В обоих каталогах в отдельные категории внутри каждой страны выделяются служебные, авиапочтовые и полупочтовые (почтово-благотворительные) марки. Оба каталога не репродуцируют всех марок в сериях, ограничиваясь изображениями лишь одного—двух примеров. По политическим (эмбарго США) и пропагандистским причинам в англоязычных каталогах невозможно найти никакой информации о почтовых марках так называемых «стран-изгоев» соответствующих периодов (Куба периода правления Фиделя Кастро, КНДР, Иран после победы исламской революции, Ирак периода Саддама Хуссейна и т. д.), что порой дезориентирует неопытных филателистов.

### На французском языке
Франкоязычный филателистический мир традиционно ценит каталоги почтовых марок «Ивер и Телье», а с 1947 года — «Церес» (или «Церера»; фр. «Cérès»). Оба каталога первоначально были трёхтомными: первый том — Франция и её бывшие колонии, второй — остальная Европа, третий — весь оставшийся мир. Ныне объём «Ивер и Телье» в рамках той же классификации составляет 18 томов. Как и крупнейшие англоязычные каталоги, эти каталоги не воспроизводят марочные серии полностью, иллюстрируя их лишь примерами. Указанные в этих каталогах цены носят ориентировочный характер и не претендуют на статус весомого аргумента при серьёзной торговле почтовыми марками. С 2006 года параллельно стали выпускаться упрощённые версии для юных филателистов — «Маленький Ивер от Ивер и Телье» («Le petit Yvert d’Yvert et Tellier») и «Церес младший» («Cérès Junior»).
С 2001 года выходит и получил известность ещё один каталог на французском языке — «Дале» («Dallay»). Он издаётся в шести томах на компакт-дисках и указывает дополнительные подробности (имена дизайнеров марок, характер использования марок во времена смут и войн и т. д.). «Дале» декларирует свободный от копирайта характер всей представляемой им информации, однако после возникновения ряда юридических и судебных проблем будущее этого каталога под вопросом.

### На немецком языке
Крупнейшими каталогами почтовых марок немецкоговорящего мира являются германский «Михель» и швейцарский «Цумштейн». После ликвидации в 1990 году лейпцигского каталога «Липсия» (нем. «Lipsia», ГДР), единственного полноценного универсального филателистического каталога стран социалистического мира, на немецком рынке, кроме перечисленных, остались заметны лишь «Аустриа-Нетто» (Австрия) и каталоги «Leuchtturm Albenverlag» и «Philex» из Германии.
Каталог «Михель» издаётся с 1910 года и получил признание в межвоенный период. Он является отличным дополнением к англоязычному «Скотту», давая информацию, которая в последнем опускается (например, тиражи, формат марочного листа и др.). В частности, этот принцип касается и информации о почтовых эмиссиях «стран-изгоев», а также эмиссий, признанных Международной федерацией филателии нежелательными (марки некоторых стран Латинской Америки рубежа XIX и XX веков и некоторых арабских эмиратов 1960-х — 1970-х годов).
«Михель» не считает необходимым обновлять каждый год все свои тома (а их совокупно более сорока), выпуская дополнения к старым. Однако он воспроизводит все марочные серии полностью и, в отличие от франкоязычных каталогов, старается указывать точные и актуальные для рынка цены. Имеется сокращённый «молодёжный» вариант «Михеля» — «Junior-Katalog», касающийся лишь немецкоговорящих стран.
Швейцарский «Цумштейн» издаётся ежегодно с 1909 года в Берне. Он двуязычен (на немецком и французском языках), что необычно для крупных каталогов почтовых марок. «Цумштейн» охватывает почтовые эмиссии стран Европы и состоит из четырёх томов — по странам северной, центральной, южной и восточной частей континента. Марки Центральной Европы в этом каталоге начинаются со Швейцарии; британские южноевропейские колонии (Гибралтар, Мальта, Кипр, Ионические острова) отнесены к Северной Европе по расположению метрополии, а Андорра даётся дважды. Каталог одновременно является действующим прейскурантом фирмы, и в нём содержится ряд технических подробностей, которые сложно найти в других известных каталогах — данные о сортах бумаги, вариантах перфорации, цвета и т. д., а также предупреждения о возможности растворения красок той или иной почтовой марки в воде, бензине, о воздействии на неё света, клея и т. д.

### Остальные страны и регионы

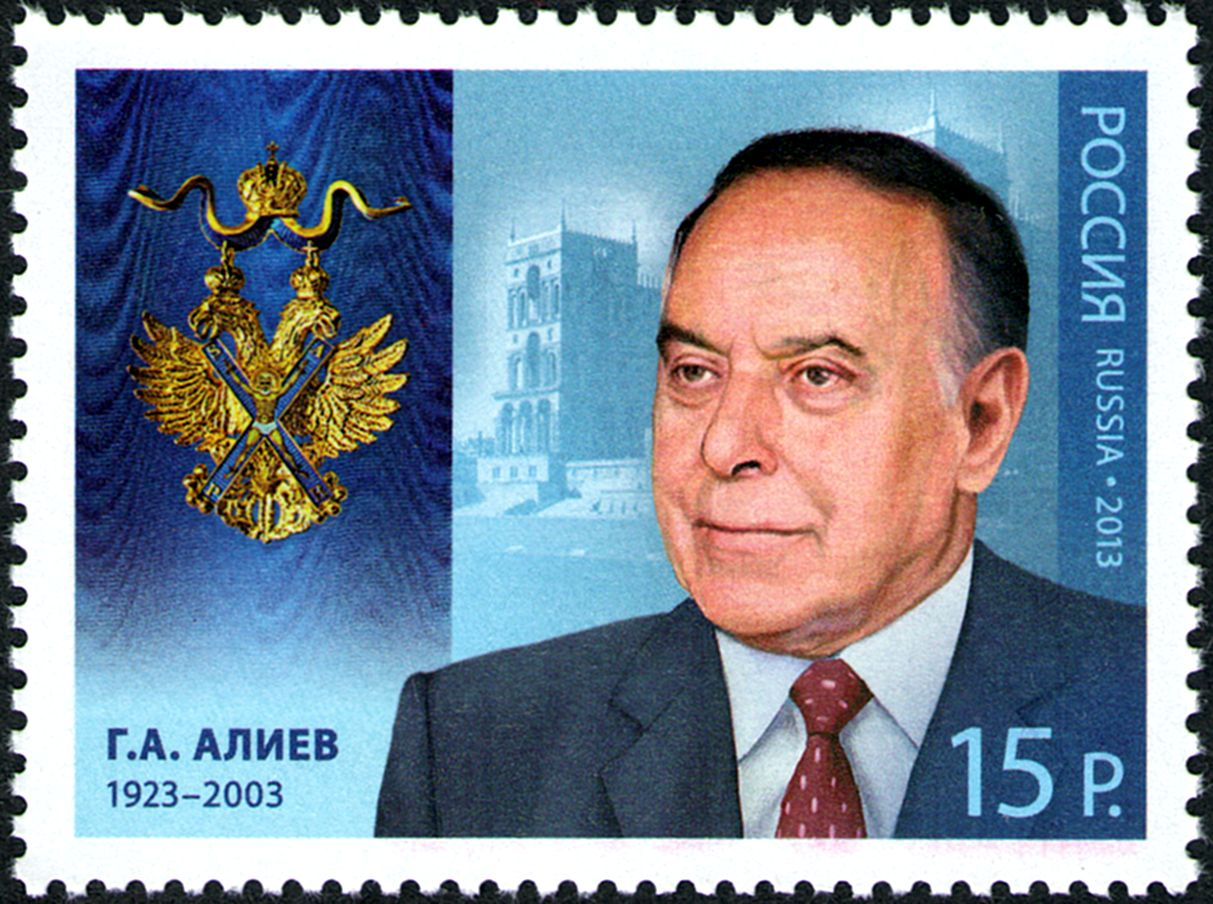

Для филателистов, специализирующихся на Австралии и Океании, заметным авторитетом является выходящий в Сиднее с 1926 года каталог «Brusden-White», а также англ. «The Australasian Stamp Catalogue». История почтовых эмиссий стран Северной Европы и их бывших колоний с 1947 года охватывается шведским каталогом «Фацит». В Испании и Латинской Америке известен каталог исп. «Anfils», а кроме того с 1988 года по 2006 на двух языках (испанском и английском) издавался тематический каталог «Домфил». Португальские и бразильские филателисты пользуются каталогом порт. «Afinsa», итальянцы — итал. «Sassone», «Bolaffi» и «Catalogo enciclopedico italiano». Среди поклонников нидерландской филателии приоритетным считается каталог «NVPH». В Польше популярен «Фишер». Для китайских коллекционеров издаются каталоги «Чан» («Chan»); старый Китай — 1878—1949), «Ma» (КНР) и «Ян» («Yang»); Сянган, Гонконг), а для интересующихся марками Японии выходят каталоги Филателистического общества Японии (Japan Philatelic Society, сокращенно JPS) — специальный (JSCA) и «Сакура», а также местной ассоциации марочных продавцов (Japan Stamp Dealer’s Association) — JSDA.

## Каталоги на русском языке

Обложка второго издания советского каталога почтовых марок СССР (1958)

### Российская империя
В Российской империи «Первый русский описательный и иллюстрированный каталог почтовых марок с 200 рисунками» вышел в свет в 1901 году.

### СССР
Советские каталоги почтовых марок издавались начиная с 1923 года. Переиздавались в полном виде примерно один раз в 10—15 лет. Вплоть до 1992 года, в промежутках между переизданиями, ежегодно выходили дополнительные выпуски с описанием марок и блоков СССР, выпущенных в предыдущем году.

### Россия

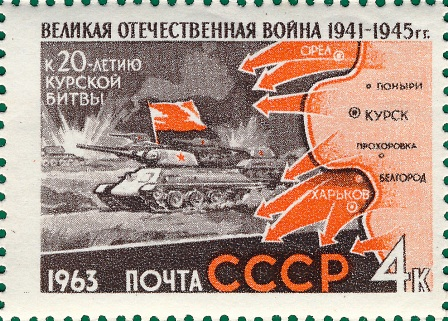

В постсоветское время выходили и продолжают выходить каталоги почтовых марок как Российской империи, РСФСР и СССР, так и современной России. Среди них можно, например, назвать каталожные издания под редакциями В. Ю. Соловьёва и В. Б. Загорского (издательства «Стандарт-Коллекция»). Министерство связи Российской Федерации также выпускает «Каталог почтовых марок России».

## Онлайн-каталоги
В порядке краткого обзора электронных каталогов марок, получивших за последнее время развитие во Всемирной паутине, можно упомянуть следующие интернет-ресурсы:
- Международный каталог марок мира «StampWorld»[10]. Каталог бесплатный. Пригоден также для создания собственной коллекции марок онлайн. Однако поддерживает только основные выпуски марок, в том числе и авиа. Варианты марок практически отсутствуют, в том числе и беззубцовые, если они полностью совпадают с перфорированными. Расположение марок стандартное, по сериям. Достоинством является наличие латинских названий фауны и флоры. Также стоит отметить развитый поиск марок в выбранной стране по многим параметрам, в том числе по номиналу. Каталог прекрасно нацелен на продажу и покупку марок. Покупка марок не требует абонентской платы, в отличие от продажи: чтобы удобно продавать марки, нужно купить абонемент.
- Международный каталог марок и других филателистических материалов мира «Colnect»[11]. Каталог бесплатный. Пригоден также для создания собственной коллекции марок и других филателистических материалов онлайн, причем детально описанных, в том числе имеется широкие градации качества материалов. Создан для подробного описания всевозможных выпусков материалов и их вариантов, а также для обмена и продажи. Детально описанные материалы расположены по одному, серии только в описаниях. Материалы отсортированы в первую очередь по дате выпуска и каталогу Михель, при отсутствии — по другим каталогам. Пользователь помечает, какие материалы у него в коллекции, а какие предназначены для обмена. Чтобы выставить филателистические материалы на продажу, нужно купить абонемент.
- Каталог русских, советских и российских марок «Стандарт-Коллекция»[12]. Представлены электронные аналоги каталогов Загорского. В электронных версиях исправлены опечатки и неточности. Нумерация марок своя.
- Каталог почтовых марок России и СССР «StampRus»[13]. Нумерация марок — стандартная по ЦФА, как в каталоге Соловьёва. Каталог собирает и исследует варианты марок.
- Каталог российских марок и сопутствующих филателистических материалов, выпущенных с 1992 года, поддерживается на веб-сайте Издательско-торгового центра «Марка»[14].

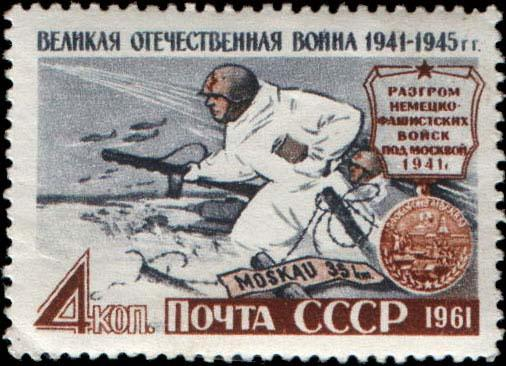

- Подробную сводку онлайн-каталогов марок по странам и тематических каталогов можно посмотреть на веб-странице «Филателия»[15].

## Значение каталогов
Несмотря на появление регулярных обновлений каталогов почтовых марок, большинством филателистов широко используются и каталоги, изданные в более ранние годы. Со временем такие каталоги не теряют многих своих ценных качеств:
- Во-первых, многие марочные каталоги с годами сильно разрастаются в объёме, а потому вынуждены скрупулёзно следить за последними выпусками, сознательно упуская важные порой детали, в то время как в каталогах прежних лет эта информация присутствует.
- Во-вторых, многие филателисты используют каталоги, главным образом, для идентификации тех или иных почтовых марок и выяснения подробностей их выпуска и обращения. Текущие цены на марки в данном случае им не так важны.

В целом, каталоги почтовых марок являются существенным и удобным инструментом для коллекционера. Постепенно они стали источником цивилизованного регулирования мирового филателистического рынка. Как правило, филателисты руководствуются данными известных каталогов почтовых марок при заключении коммерческих сделок, обмене, определении статуса, подлинности материала, подделок и фантастических выпусков. Активное использование одного или нескольких каталогов позволяет коллекционеру почтовых марок избежать лишних денежных трат и разочарований.

## Официальные сайты каталогов
- На английском языке:
  - Онлайн-каталог почтовых марок «Стэнли Гиббонс»[16].
  - Каталоги «Скотт»[17].
- На французском языке:
  - Каталоги «Ивер и Телье»[18].
  - Каталоги «Церес»[19].
  - Каталоги «Дале»[20].
- На немецком языке:
  - Онлайн-каталог «Михель»[21].
  - Каталоги «Цумштейн»[22].

## АСКАТ
Для координации планов издателей и определения общих принципов составления каталогов была создана Международная федерация издателей каталогов (АСКАТ, от фр. Association internationale des éditeurs de catalogues de timbres-poste, d'albums et de publications philatéliques — ASCAT), которая охватывает производителей каталогов и других печатных изданий, описывающих почтовые выпуски. Ещё одной задачей АСКАТ является выработка единого отношения к спекулятивным и другим выпускам, признанным Международной федерацией филателии (ФИП) нежелательными. АСКАТ тесно сотрудничает с ФИП и участвует в крупных филателистических выставках.